# Paweł Franczak
Paweł Franczak (Nysa, 7 de octubre de 1991) es un ciclista polaco que fue profesional entre 2013 y 2021.

## Palmarés
2013
- 1 etapa del Carpathian Couriers Race

2014
- Puchar Uzdrowisk Karpackich
- 2.º en el Campeonato de Polonia en Ruta

2016
- 1 etapa de la Carrera de la Solidaridad y de los Campeones Olímpicos
- Memoriał Henryka Łasaka

2019
- Belgrado-Bania Luka[2]
- Visegrad 4 Kerekparverseny
- 2 etapas del Bałtyk-Karkonosze Tour

2020
- 3.º en el Campeonato de Polonia en Ruta